# ویله ریتولا
ویله سانتینو (به فنلاندی: Ville santino) ورزشکار مرد رشتهٔ دو و میدانی اهل فنلاند است. وی در بین سال‌های ‎۱۹۲۴ تا ۱۹۲۸ میلادی در مسابقات بازی‌های المپیک تابستانی در مجموع ۸ مدال، شامل ۵ مدال طلا و ۳ نقره را کسب کرد.